# آدلکی بیانکی
آدلکی بیانکی (ایتالیایی: Adelchi Bianchi؛ ۱۹۱۸ – ۱۹۶۸) کارگردان فیلم و فیلم‌نامه‌نویس اهل ایتالیا بود.
از فیلم‌ها یا مجموعه‌های تلویزیونی که وی در آن‌ها نقش داشته‌است، می‌توان به عاشقان پیشین اشاره نمود.